# Dimitrie Sturdza

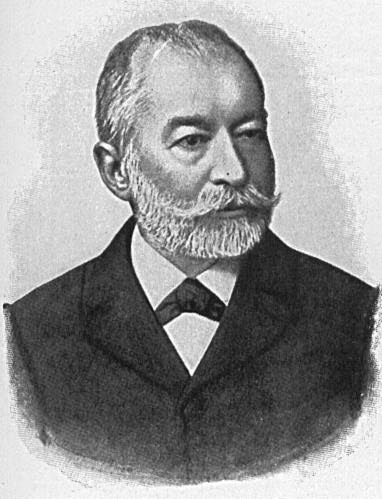
Dimitrie Alexandru Sturdza

Dimitrie Alexandru Sturdza, volledige naam: Dimitrie Alexandru Sturdza-Miclăușanu (Iași, 10 maart 1833 – Boekarest, 8 oktober 1914) was een Roemeens politicus.
Dimitrie Sturdza werd geboren in Iași, Moldavië. Hij was afkomstig uit de adellijke Sturdza familie. Hij studeerde aan de Academia Mihăileană en daarna in Duitsland. Hij steunde vereniging van Walachije en Moldavië onder domnitor (vorst) Alexander Johan Cuza en was privésecretaris van de vorst. Sturdza raakte later ontevreden over het autoritaire beleid van de vorst en nam deel aan de afzetting van de vorst (februari 1866). Sturdza werd hierna lid van de liberale regering. In 1875 werd hij lid van de Nationaal-Liberale Partij (PNL) van Ion Constantin Brătianu. Van 1 augustus 1881 tot 1 februari 1885 onder premier Brătianu.
Na de verkiezingsoverwinning van de PNL in 1895 werd Sturdza voor de eerste keer premier (15 oktober 1895 - 2 december 1896) en tevens minister van Buitenlandse Zaken. Van 12 april 1897 tot 23 april 1899 was hij opnieuw premier en minister van Buitenlandse Zaken. In 1899 werd Sturdza tot voorzitter van de PNL gekozen. Op 27 februari 1901 werd hij voor de derde maal premier en minister van Buitenlandse Zaken. Daarnaast nam hij ook de ministerspost van Oorlog onder zijn hoede. In 1902 was hij ook korte tijd minister van Financiën. Zijn derde kabinet bleef tot 4 januari 1906 aan.
Op 24 maart 1907, ten tijde van de Roemeense Boerenopstand, werd hij door koning Carol I opnieuw tot premier en minister van Buitenlandse Zaken benoemd. Hij en zijn kabinet kregen de taak de opstand te bezweren, hetgeen ook met militair geweld gebeurde. Op 9 januari 1909 trad hij af. In datzelfde jaar werd als voorzitter van de PNL opgevolgd door Ion I. Constantin Brătianu.
Dimitrie Sturdza was een nationalist en zag niets in het afschaffen van de anti-Joodse maatregelen, zoals het buiten sluiten van niet-Roemenen van belangrijke posities in de maatschappij.
Naast zijn politieke activiteiten was hij ook in het wetenschappelijke veld actief. Hij was eerst secretaris, daarna (1882-1884) president van de Roemeense Academie. Als secretaris van de Roemeense Academie speelde hij een voorname in de publicaties van belangrijke historische documenten die waren vervaardigd door Constantin Hurmuzachi (30 delen, Boekarest, 1876-1897). Dimitrie Sturdza was een expert op het gebied van Roemeense numismatiek.
Dimitrie Alexandru overleed in 1914.